# Irene Aloisi
Irene Aloisi (* 20. Mai 1925 in Mailand; † 1. Januar 1980 in Rom) war eine italienische Schauspielerin.

## Leben
Aloisi begann ihre Karriere im Alter von fast dreißig Jahren 1954; sie spielte, meist in Komödien, die bürgerliche Dame, die Freundin der Heldin oder die etwas kapriziöse und wohlerzogene Bürgerin. Diese oft recht luxuriös lebenden Frauen stellte die elegant wirkende Charakterschauspielerin mit differenzierter Mimik und Gestik in etwa zwanzig Rollen bis Mitte der 1970er Jahre dar. Auch für das Fernsehen wurde sie so besetzt, darunter in wichtigen Werken wie Orgoglio e pregiudizio (Stolz und Vorurteil) aus dem Jahr 1957 unter der Regie von Daniele D’Anza, La cittadella (1964) von Anton Giulio Majano und in Folgen der Serie Vivere insieme, wo sie für Antonio De Gregorio und Giuliana Berlinguer spielte.
Auf der Bühne spielte sie 1959/1960 am Teatro Alessandro Bonci in Cesena und 1963 am Teatro Odeon in Mailand in Notti a Milano von Carlo Terron.
Aloisi starb mit 54 Jahren in Rom.

## Filmografie (Auswahl)
- 1954: Peppino e la nobile dama
- 1976: Qui squadra mobile (Fernsehserie, 1 Folge)